# カラダ探し
『カラダ探し』（カラダさがし）は、ウェルザードによる日本のホラー小説。時間のループに取り込まれ、毎晩のように真夜中の校舎で血まみれの少女の霊に追われて殺され、時間を前日の朝まで戻されて蘇生するという毎日を繰り返しながら、バラバラに分割された人体のパーツを探索して集めていくというデスゲームに巻き込まれてしまった高校生たちの恐怖と奮闘を描く。
小説投稿サイト『E★エブリスタ』（現・エブリスタ）にて全4部作の本編が2011年12月1日から2014年5月7日にかけて携帯電話向けのオンライン小説（ケータイ小説）として投稿された。書籍版が2013年から2015年にかけてケータイ小説文庫（スターツ出版）より刊行され、外伝小説が2016年にジャンプ ジェイ ブックス（集英社）より刊行された。また、村瀬克俊による本作を原作とした漫画版が2014年から2019年までウェブコミック配信サイト『少年ジャンプ+』（集英社）にて配信され、2017年には漫画版に準拠した内容のWebアニメ版が配信された。2022年には実写映画版が公開され、2025年に実写映画版の続編が公開予定。

## 概要
「白い服を着た少女の霊」という恐ろしげではあるもののステレオタイプな見た目の幽霊が、犠牲者を呪ったり不幸にしたりするのではなく、ペタペタという足音を立てて追ってきて物理的な攻撃方法（素手）で惨殺していくというアイデアが、本作に登場する幽霊「赤い人」の着想の元になっている。また、ゾンビのように簡単に倒せる相手では敵との対峙よりも人間同士のドラマが主軸になってしまうという考えから、「赤い人」を絶対に倒せない敵として設定し、敵を倒すことよりも理不尽な状況から逃れることを主軸とすることが意図された。更に夜の校舎の探索というシチュエーションに緊張感を持たせるため、神出鬼没の幽霊に不気味な歌を歌わせ、敢えて距離感という情報を与える演出が試みられている。作者のウェルザードは影響を受けた作品として、1998年の映画『リング』のようなJホラーを基本にしつつも、1980年の映画『13日の金曜日』や1984年の映画『エルム街の悪夢』のようなスプラッター映画の要素、またオンラインゲームを意識したゲーム性の要素も取り入れたと明かしている。恐怖や危機感を煽りつつ、いったん安心させてから読者を脅かす手法は、お化け屋敷的な感覚を意識したという。
本作が投稿された小説投稿サイト『E★エブリスタ』では、基本的に連載中の作品しか読者の注目を集めることがなく、連載を開始してから完結するまでの間にどれだけ読まれるかが作品の成否を分けるため、本作も書き下ろしではなく毎日の更新で連載する形式で執筆された。作者のウェルザードは、物語の導入部でインパクトを与えることができ、短い中で読者の気を引くことができるジャンルとして、ホラー小説を選んだと語っている。連載時にはウェブブラウザで読まれることを前提に、空白行を多用することでスクロールの長さによって恐怖感を演出する手法が用いられ、若い読者向けの平易な表現が意識された。また、連載当時の『E★エブリスタ』が携帯電話での閲覧を想定したWebサイト（モバイルサイト）であったため、長文を読むには向かないという配慮から、1日辺り約500文字程度の長さで、毎回インパクトがあるような構成が意図されている。本編となる全4部作のシリーズはそれぞれ語り手となる女性主人公を交代しつつの一人称形式で描かれているが、作者のウェルザードは男性であるため、執筆中はチョコレートを食べながら女子高校生の感情を想像するなど、主人公になりきって文章を書くことを重視したという。先の読めない展開が指向され、連載中に寄せられたコメントで先の展開を見透かされると、予想を裏切る形に展開を変えたという。
書籍化は、本編全4部作のうちの第3部に当たる「カラダ探し(3)〜呪われた血族〜」（書籍版での「第三夜」）の連載中から準備が進められ、2013年8月から順次刊行された。全4部作の本編がオンライン上で完結した直後の2014年9月より連載が開始された漫画版は、『週刊少年ジャンプ』での連載経験もある村瀬克俊が作画を担当し、漫画版を軸としたボイスドラマ、Webアニメ版などの展開が行われている。

## シリーズの沿革
- 2011年12月1日から2012年1月17日にかけて、投稿サイト『E★エブリスタ』にて、後の全4部作のうちの第1部となる「カラダ探し（1）」が投稿される[2]。第1部の書籍版（本項では便宜上「第一夜」と記載する）は、後の2013年8月から9月にかけてケータイ小説文庫（スターツ出版）から発売された。第1部の漫画版（本項では便宜上「第壱章」と記載する）は、2014年9月26日から連載が開始され、2015年2月から単行本が発売された。
- 2012年1月24日から同年3月30日にかけて、第2部「カラダ探し（2）〜第二夜〜」が投稿される[12]。書籍版は「カラダ探し 第二夜」の書名で発売され、漫画版では「第弐章」と改題されている。
- 2013年2月5日[13]から2013年12月30日[14]にかけて投稿された第3部は、投稿時には「カラダ探し（3）〜呪われた血族〜」というタイトルで連載された[15]。全4作の本編シリーズのうち本作のみ副題をつけた形で投稿され[10]、また時系列的にも第4部よりも後の出来事という位置づけとなっている[11]。こうした事情もあり書籍化の際には出版社側から、第3部と第4部の順序を入れ替えて出版する提案も行われたが[10][11]、作者であるウェルザードは本作を、起承転結のうちの「転」に当たる内容であると位置づけており[10]、作者の強い意向により元の順序で出版されることとなり[10]、書籍版では「カラダ探し 第三夜」と改題されて発売された[10]。ただし漫画版では第3部と第4部の順序が入れ替えられており、第3部の内容のみ本編の完結後に続編として『カラダ探し 解』のタイトルで連載された。
- 2013年6月25日[16]からは書籍版の発売プロモーションの一環として[8]、エブリスタの許可を得た上で[17]、書籍版を出版するスターツ出版が運営する小説投稿サイト『ケータイ小説 野いちご』にも本編の内容が転載されている。『E★エブリスタ』と『野いちご』では読者層や読まれる作品の傾向が異なっており[8]、広い客層に認知されることに繋がったという[8]。
- 2014年3月10日[18]から2014年5月7日[3]にかけて投稿された第4部は、投稿時には「カラダ探し(4)〜第三夜〜」というタイトルで連載された[19]。投稿時の「呪われた血族」が、書籍版では「第三夜」の書名で発売されたため、第4部の書籍版は「カラダ探し 最終夜」と改題されて発売された。漫画版では更に「最終章」と改題されている。
- 2015年6月1日[20][21]には、毎日新聞社の発行する『毎日小学生新聞』の土曜版「15歳のニュース」と、書籍版を発売するスターツ出版とのコラボレーションの一環として[22]、怪談仕立ての短編「カラダ探し〜赤い人の怪談〜」が掲載された[23]。複数のケータイ小説作家たちの書き下ろし短編を「15歳のニュース」の紙面に掲載していくという企画で発表されたもので[22]、「第二夜」冒頭で描かれた内容のバッドエンド版といった内容になっている。
- 2016年には、ジャンプ ジェイ ブックス（集英社）とエブリスタの合同企画として、外伝「カラダ探し〜The peaceful days〜」が『エブリスタ』上に掲載された[24]。これは主要登場人物の過去を描いた前日譚で、同年にジャンプ ジェイ ブックスより発売された書籍「カラダ探し 前夜」の先行掲載版という体裁である。
- 2016年には、ジャンプ ジェイ ブックスとエブリスタの合同企画として、外伝「カラダ探し零〜幽霊花の子守唄〜」が『エブリスタ』上に投稿された[25]。物語における怪異の主「赤い人」の生前の姿である、小野山美子を主人公とした前日譚で、2013年に「赤い服〜カラダ探し・零〜」として発表された短編の解釈を変更しつつ[25]、内容を大幅にリメイクしたものとなっている。書籍化はされていない。

|       | E★エブリスタ掲載時              | 野いちご掲載時    | 文庫版            | 漫画版            |
| ----- | ------------------------------- | ----------------- | ----------------- | ----------------- |
| 第1部 | カラダ探し（1）                 | カラダ探し        | カラダ探し        | カラダ探し        |
| 第2部 | カラダ探し（2）〜第二夜〜       | カラダ探し 第二夜 | カラダ探し 第二夜 | カラダ探し 第弐章 |
| 第3部 | カラダ探し（3）〜呪われた血族〜 | カラダ探し 第三夜 | カラダ探し 第三夜 | カラダ探し 解     |
| 第4部 | カラダ探し（4）〜第三夜〜       | カラダ探し 最終夜 | カラダ探し 最終夜 | カラダ探し 最終章 |
| 外伝  | カラダ探し〜The peaceful days〜 | ×                 | カラダ探し 前夜   | ×                 |

## あらすじ
県立逢魔高校で学校の怪談として語られる、50年前の強姦・バラバラ殺人の犠牲者である血まみれの少女の幽霊「赤い人」。怪談によれば、学校で「赤い人」に遭遇してしまった生徒は身体を8つのパーツに分割されて校舎に隠され、皆に自分のカラダを探すように頼むことになるという。カラダ探しを「頼まれた側」の生徒は頼みを拒否することはできず、8つに分割された「頼んだ側」の生徒のカラダを全て集めるまでは死ぬこともできない。
赤い人に遭遇して「頼んだ側」役となってしまった生徒によって糾合され、カラダを探すよう懇願された、「頼まれた側」役の6人の男女生徒は、同じ一日をループしつつ、夜の学校校舎に閉じ込められ、「赤い人」に見つかって追いつかれたら殺される鬼ごっこを繰り広げることになる。「赤い人」は超人的な身体能力で「頼まれた側」の生徒たちを惨殺してゆき、生徒たちは全員が殺されたところで前日の朝に戻って生き返り、同じように殺される毎日を繰り返す。また、一度「赤い人」の姿を目視してしまった人は、その日は後ろを振り返ってはならず、それを破った瞬間に、背後に「赤い人」が忽然と現れて、周囲にいた仲間を巻き込んで惨殺されてしまう。ループから抜け出すためには、「赤い人」からうまく逃げ回りつつ、8つのカラダを全て集め、学校の生徒玄関に置かれた棺桶に収めなければならない。

### 第一夜
同じ11月9日を繰り返し、当初は恐怖するままカラダ探しをさせられていた森崎明日香たち「頼まれた側」の6人だったが、次第にこれがルールに縛られたデスゲームであることが明らかになり、ルールやゲームの仕様を把握することで「90度までの方向転換なら振り返ったとは判定されない」「仲間が追われたり組み付かれたりしている時に、仲間から遠く離れた場所でわざと振り返れば、自己犠牲と引き替えに仲間を「赤い人」から引き離すことができる」といった攻略法を見いだしていく。一方で、次々と不可解な出来事や謎の存在も明らかになり、明日香らは謎解きをする中で、「カラダ探し」の怪談の背景にある秘密にも迫っていくことになる。やがて明日香たちの6人は多大な犠牲を払いつつ、全てのカラダを集めて自分たちのカラダ探しを終えるが、明日香はそこで初めて、カラダ探しを終える際のルールを聞かされる。最終日に生き残れなかったメンバーはカラダ探しの記憶を失い、また生き残ったうちの一人は棺桶に閉じ込められ、カラダ探しにかかった日数分だけ眠らされた後、今回のカラダ探しに関わりのない人々から存在自体を忘れ去られた上で、次のカラダ探しで「頼んだ側」に回らなければならないというのだ。

### 第二夜
11月21日、「頼んだ側」「頼まれた側」のメンバーを入れ替えつつのカラダ探しが繰り返される中、明日香の友人である相島美雪は、学校の歴史の中で脈々と繰り返されてきた悲劇に終止符を打つため、カラダ探しの謎を解き明かし、繰り返されてきた現象そのものに終止符を打とうとする。「赤い人」が自ら打ち明けてくれた秘密の作戦を実行するため、自ら棺桶に入ることを志願し、「赤い人」を呪いから解放しようとする美雪だが、その試みは失敗してしまう。

### 第三夜
11月28日、美雪の計画が失敗した瞬間、世界は砕け散り、カラダ探しなど最初からなかった世界が再構築されるが、このままでは自由の身となった「赤い人」がこの世界に解き放たれてしまう。「赤い人」こと小野山美子を学校に閉じ込めていた美子の双子の姉は、美子が解き放たれることを阻止するべく、他人の意識の中に構築したバーチャルな世界の中で、小野山家の末裔である小野山美紗として転生する。美紗はルールを再構築した上で、柊留美子らのメンバーを集めて「赤い人」に対抗する。結果としてそのことが、現実世界で美雪の計画を引き継いだ明日香らを支援する結果となる。

### 最終夜
11月26日、美雪らが明日香から頼まれたカラダ探しを終え、繰り返されてきたカラダ探しそのものを終えるための策を実行すべく棺桶に入った後、「頼んだ側」の役目から解放された明日香は新たなカラダ探しに巻き込まれていた。しかも今回の「頼まれた側」には、以前のカラダ探しで「頼んだ側」であった三神遥が一緒である。はからずも「頼まれた側」「頼んだ側」「再び頼まれた側」として3回目のカラダ探しをすることになった明日香と遥はぎくしゃくしつつ、反目し合うメンバーをまとめて自分たちのカラダ探しを終わらせ、美雪の計画のバックアップに備える。明日香らは美雪の計画を引き継ぎ、もはや生き返ることのできない最後の戦いで何人もの仲間を失いつつ、繰り返されてきたカラダ探しの歴史に終止符を打つことに成功する。

## 登場人物
声の項はそれぞれタテアニメ版 / ボイスドラマ版の声優であり、1人の場合は共通。演の項は実写映画版の俳優。

### メンバー
メンバー一覧
| 章     | 頼まれた側  | 頼まれた側 | 頼まれた側  | 頼まれた側 | 頼まれた側  | 頼まれた側 | 頼んだ側    |
| ------ | ----------- | ---------- | ----------- | ---------- | ----------- | ---------- | ----------- |
| 第一夜 | 森崎 明日香 | 伊勢 高広  | 柊 留美子   | 浦西 翔太  | 鳴戸 理恵   | 杉本 健司  | 三神 遥     |
| 第二夜 | 相島 美雪   | 伊勢 高広  | 柊 留美子   | 浦西 翔太  | 袴田 武司   | 二見 結子  | 森崎 明日香 |
| 第三夜 | 相島 美雪   | 池崎 龍平  | 柊 留美子   |            | 袴田 あゆみ | 杉本 健司  | 小野山美紗  |
| 最終夜 | 森崎 明日香 | 三神 遥    | 香山 日菜子 | 中島 悠斗  | 袴田 武司   | 小川 卓也  | 村田 幸恵   |

#### 「第一夜」のメンバー
原作「第一夜」（漫画版の「第壱章」）の登場人物たち。
森崎 明日香（もりさき あすか）
声 - 阿澄佳奈 / 演 - 橋本環奈
女性。「第一夜」の主人公であり語り手。走るのが苦手で、致命的に遅いというハンデを抱える。原作小説と漫画版では性格が変更されており、原作では生々しい本音を抱えた等身大の女子高生というイメージで描かれているのに対し、漫画版では仲間思いで心優しい、メンバーの良心的存在という位置づけになっており、極限状況でも勇気を奮い立たせて率先して動き、周囲を巻き込んで人間関係を変えていく主人公として描かれている。このため、原作では消極的に選んだ受け身の選択であったものが、漫画版では自ら積極的に選んだ行動の結果という描写に変更されている場面が幾つかある。
「第一夜」では最終日に生存するも、蘇った遥によって陥れられ、かつての仲間達に存在を忘れ去られるという絶望の淵に立たされることとなる。その際に棺桶の中に入ったために、「第二夜」ではカラダ探しを「頼んだ側」として登場する。第二夜でカラダ探しを終わらせた後、呪いを解くか美雪たちに意見を求められたとき、承諾し、「高広は私を見つけてくれるんだよね？」と試すようなことを述べている。また、美雪が棺桶に入る直前、「カラダ探しは美紀の呪い、赤い人の呪いは別にある」と言われ、赤い人の呪いの解き方を考えていた。
「最終夜」では再び「頼まれた側」として再登場し、主人公であり語り手となる。
原作でも漫画版でも、シリーズの結末でカラダ探しを終わらせた後も記憶が残る側の立場となる。原作では最後の戦いで死別したメンバーと離別し、苦い結末を迎えるが、漫画版ではそうはならず、幸せな結末を迎える。
伊勢 高広（いせ たかひろ）
声 - 江口拓也 / 演 - 眞栄田郷敦
男性。喧嘩っ早い不良生徒。幼馴染である明日香に異性としての好意を抱いており、「第一夜」の出来事を通して相思相愛の間柄となる。カラダ探しをする前は幼馴染の明日香と理恵以外には特に仲のいいクラスメイトはいなかったが、その正義感に溢れる性格から異性同性問わず好かれ、「第二夜」では美雪と遥、「最終夜」では卓也と幸恵、「前夜」では留美子から、異性としての好意や、同性からの憧れを寄せられるが、本人は明日香に対して一途。
「第二夜」でも引き続き「頼まれた側」として再登場し、「第一夜」で恋人同士となった明日香を元に戻そうと奮闘する。「第一夜」では最終日で瀕死になりつつも生存したため、「第二夜」のメンバーで唯一前回のカラダ探しの記憶を保持するが、頭よりも体が動くタイプであるために前回の経験を活かすより、体を張った実力行使でカラダ探しに挑む。
「最終夜」では、カラダ探しには参加せず、毎晩記憶をリセットされつつも、事情を知る者として明日香に協力し、最後の戦いにも同行する。シリーズの結末において、原作では生存しつつも記憶を失うが、漫画版では記憶が残る。
柊 留美子（ひいらぎ るみこ）
声 - 青山玲菜 / 山下七海 / 演 - 山本舞香
女性。大雑把で不器用だが、誰よりも情に厚い性格。同性のメンバーからは「美人」と評されているが、気が強くがさつな面があり、高い理想に見合った交際相手が現れないことを嘆く一方、男性メンバーから異性としては敬遠されている。漫画版では「ヤンキー系ギャル」という解釈で描写されている。胸が小さいことを気にしている。
「第二夜」でも、引き続き「頼まれた側」として登場。「第一夜」の最終日で死亡していたため、前回のカラダ探しの記憶を失っている。
「第三夜」でも「頼まれた側」として再登場し、「第三夜」の主人公であり語り手となる。「第一夜」「第二夜」「最終夜」での記憶は失っており、かつて仲間だったメンバーの一部とは学年も違ってしまっている。
最後の戦いで命を落とし、シリーズの結末ではカラダ探しの記憶を失う。原作では明日香とは別の世界で復活し、仲間と離散しつつも龍平と再会する。漫画版では記憶を失いつつも仲間たちとの交友関係を取り戻す。
浦西 翔太（うらにし しょうた）
声 - 西山宏太朗 / 演 - 醍醐虎汰朗
男性。体力はないが頭脳明晰。当初は自分の頭の良さを鼻にかけて他のメンバーを捨て駒にするような態度を取り、他のメンバーと険悪になる。しかし、カラダ探しが自分の思い通りにいかず悪戦苦闘するうち、己を省みるようになって態度を改め、他のメンバーと友情で結ばれていく。
「第二夜」でも引き続き「頼まれた側」として登場。「第一夜」の最終日で死亡していたため、前回のカラダ探しの記憶を失っている。次第に相島 美雪に異性としての好意を抱くようになり、彼女のために奮闘する。記憶がなくともその頭脳を活かし、理知的にカラダ探しを進めていく。美雪が赤い人に殺された後、「1人にしたくない」とその場に残り、最後の戦いには参加しなかった。結末でも記憶は消されたが、生き残っている。
鳴戸 理恵（なると りえ）
声 - 朝日奈丸佳 / 高橋李依 / 演 - 横田真悠
女性。明日香・高広の幼馴染であり明日香の親友。怖がりで臆病な性格だが、命乞いする健司を自分を襲ってきたという理由で目の前で見殺しにしたり、赤い人を利用して自分ごと殺害させる、校舎外に出るための丈夫なロープの在処や誰も見当のつかなかったカラダの在処に気付くなど、行動力や洞察力に長けている。スタイルが良く、巨乳。
「第一夜」では最終日で死亡したため記憶を失い、以降は端役として登場することはありつつも、カラダ探しと関わらずに過ごす。
杉本 健司（すぎもと けんじ）
声 - 梅原裕一郎
男性。理恵に密かな好意を抱く。普段は地味で大人しい生徒。小野山邸の近所に住んでいる。実は「赤い人」こと小野山美子を、約50年前に強姦して殺害した真犯人である山岡雄蔵の孫。物語半ば、かつて美子の顔見知りで、雄蔵によって殺害されて美子を殺害した犯人の濡れ衣を着せられた雄蔵の兄、山岡泰蔵の思念に憑依され、仲間に襲いかかるようになってしまう。
「第三夜」でも「頼まれた側」として再登場。他のメンバーと協力しようとせず、独自にカラダ探しを進めるものの途中で行き詰まり、仲間たちに頭を下げて協力を受ける形となる。
最後の戦いでは泰蔵と共存する形で参加し、「赤い人」を足止めするため奮戦し、命を落とす。原作では明日香の認識する世界から消失するが、漫画版では他のメンバーと共に記憶を失った状態で復活する。
三神 遥（みかみ はるか）
声 - 織江珠生 / 奥野香耶
女性。カラダ探しを「頼んだ側」。漫画版では黒髪・背中で伸ばしたワンレンの髪型で描かれている。毎日一度カラダ探しメンバーの前に現れ、おどろおどろしい姿と態度で自分のカラダを探すよう強要する。逃げても殺しても逃れることはできず、風呂でもトイレでも布団の中でもお構いなしに現れ、「頼まれた側」のメンバーを震え上がらせる。当初は「頼まれた側」のメンバーから幼馴染の友人として認識されているが、次第にその記憶が改竄されたものであることが明かされていく。
その正体は前回のカラダ探しにおける「頼まれた側」のひとりで、非協力的なメンバーと共に約1年間、同じ日をループしながらカラダ探しをした経験を持つ。その際一緒にカラダ探しをした他のメンバーは、前回のカラダ探しの記憶を失ったまま昨年度のうちに卒業しており、縁もゆかりもない明日香らに今回のカラダ探しを頼んだ。元々は裕福な家庭の一人娘だったが、カラダ探しのもたらす変化によって凄惨且つ壮絶な人生を歩むこととなり、世界そのものを憎んでいる
「第一夜」の結末では明日香に「頼んだ側」の役割を押しつけて自由の身となるが、「最終夜」では「頼まれた側」として再登場する。当初は再びカラダ探しに巻き込まれたことにショックを受けるが、不仲なメンバーと共に1年間カラダ探しを続けた経験を生かし、メンバーを仕切って積極的に探索を進める。「頼まれた側」としての彼女は常に冷静沈着であり、頭の回転も速く非常に頼もしい仲間となる。冷静でありながら気性は荒く非常に強気な性格。当初は同じく「頼んだ側」「頼まれた側」の経験がある明日香とは不仲であったが、次第に友情で結ばれていく。一方で過去のカラダ探しで同じ「頼まれた側」だったメンバーを深く憎悪しており、復讐心を抱くようになるが、明日香たちによって改心するようになる。
小野山の人々と面影が似ており、「最終夜」では明日香から小野山家の縁者または生まれ変わりではないかと疑われている。遥本人は否定しているが、美子・美紀の母親に当たる人物と髪型や目元が似ていることは本人も認めている。原作では理由が示されなかったものの、漫画版「解」の結末では、小野山美紗が存在しない世界で、美紗として生まれることのできなかった魂が別の人間として生まれた姿であるとされた。
最後の戦いでは明日香を庇うような形で死亡し、原作ではそのまま明日香の認識する世界から消失するが、漫画版では小野山美紗と同化した後、カラダ探しの記憶を失いつつも大学生となっており、明日香や留美子と再会する。

#### 「第二夜」のメンバー
原作「第二夜」（漫画版の「第弐章」）の登場人物たち。
下記メンバーはリンク先を参照
- 伊勢 高広
- 柊 留美子
- 浦西 翔太
- 森崎 明日香

相島 美雪（あいしま みゆき）
女性。「第二夜」の主人公であり語り手。明日香の友人。地味で目立たない自分に劣等感を抱いている。引っ込み思案な性格で明日香以外の友人が1人もおらず、家庭でも落ちこぼれ扱いされ孤立し孤独だったが、カラダ探しを通じて友人を得、不仲だった家族との絆も取り戻していくが、カラダ探しが進行していくことによって伴う「呪い」によって不幸な境遇へと巻き込まれていく。
大人しい女子生徒だが、翔太に負けず劣らずの頭脳派で行動力に長けている。地味且つ内気でありながら、非常に勇敢な一面も持ち合わせており、過去から繰り返されてきた「カラダ探し」そのものを終わらせるという決意を抱き、その決断が「第三夜」「最終夜」の結末に影響を与えることになる。
最後の戦いでは、「赤い人」との交渉を試みて命を落とす。その後「第三夜」の世界に転生し、「頼まれた側」として登場。実は家が近所であった浦西 翔太と交際している。
シリーズの結末において、原作では明日香の認識する世界から消失する。漫画版では復活し、今までの記憶を失い以前のような不仲な家族に戻りつつも、それでも絆を少しずつ取り戻し良好になった。
袴田 武司（はかまだ たけし）
声 - 白井悠介（ボイスドラマ）
男性。言葉も態度も非常に乱暴な不良生徒で、高広とは犬猿の仲。カラダ探しには非協力的。あゆみという名の妹がおり、溺愛している模様。カラダ探しが進行していくに伴って「呪い」によって悪化していく妹の病気を食い止めるため、真意を隠したまま他のメンバーと対立する。
「最終夜」でも、「頼まれた側」として登場。「第二夜」で妹のあゆみを救うことができなかったことから、生きる気力を喪失している。当初は無抵抗で殺されるだけであったが、伊勢 高広の懇願で復活する。
最後の戦いでは留美子と行動を共にするものの死亡する。シリーズの結末において、原作では留美子の認識する世界では生存しており、高広や結子との関係が続いている一方、明日香の認識する世界から消失するが、卒業式の日に他の消失した仲間たちと共に一瞬の幻影として現れ、卓也に手を振り返す。漫画版では今までの記憶を失いつつも復活し、相変わらず高広と喧嘩をしているにも関わらず、仲は記憶を失う前より良好になっている模様。
二見 結子（ふたみ ゆうこ）
女性。武司の交際相手。カラダ探しには非協力的で、他のメンバーに憚ることなく保健室で武司との性行為に耽る。物語半ばで武司と喧嘩別れした演技をして美雪らに協力するが、武司の抱える事情を理解しており、あゆみを救うために裏では武司と連絡を取り続けていた。語尾を伸ばす話し方で頭の悪そうな印象だが、真剣な話し合いの場では話し方が普通になったり、武司との繋がりを隠しつつもメンバーに信頼してもらう為にカラダを探す、最後のカラダの在処を悟られないように振舞う、武司とメンバーが険悪になりそうな場を取り持ったりと、それなりに頭の切れる人物。武司の優しさを誰よりも感受している。
最後の戦いでは生存するが、原作でも漫画版でもカラダ探しの記憶を失う。原作では、留美子の認識する世界では武司との交際を続けていることが語られるが、明日香の認識する世界では記憶を失い武司とも離別する。漫画版では、卒業式で武司と一緒に泣くシーンと笑い合うシーンがあり、以前より良好的になる。

#### 「第三夜」のメンバー
Web連載時に「呪われた血族」のタイトルで発表され、文庫版で「第三夜」、漫画版で「解」と改題されたエピソードの登場人物たち。時系列では「最終夜」の終盤（劇中の「世界が壊れた日」）の出来事を描いている。いわゆるパラレルワールド（ただし、この表現は劇中で否定されている）のような世界を舞台に、従来とは異なるルールの「カラダ探し」が描かれる。「第三夜」では、選ばれた5人の男女が、メンバー1人あたり6つに分割されたメンバー自身のカラダの分身を全て探し出して集めることで終了するルールで、「赤い人」に課せられたルールも異なり、また殺されても生き返るものの、時間はループせず、7日間のうちに全員分のカラダを集めなければならない。
下記メンバーはリンク先を参照
- 柊 留美子
- 相島 美雪
- 杉本 健司

池崎 龍平（いけざき りゅうへい）
男性。武司や高広の舎弟。空手の有段者。己の性欲に正直で、そのことが原因となって留美子からは「死んでも構わない奴」として軽蔑されるまでに関係が拗れる。その一方で留美子と交わした「カラダ探しが終わったら性交させてもらう」という守る気のない空約束（漫画版ではキスの約束に変更されている）を果たすべく命懸けで奮闘し、最終的には留美子の心を射止める。
袴田 あゆみ（はかまだ あゆみ）
女性。「第二夜」で名前のみ登場していた、武司の妹。兄の武司を熱烈に慕っており、周囲からブラコン扱いされている。本来の世界ではカラダ探しの呪いによって命を落とすが、「第三夜」の世界では留美子らの友人として登場する。
小野山 美紗（おのやま みさ）
女性。しゃちほこばった大仰な言い回しを好む謎めいた少女。小野山 美紀が人間として転生した姿。本来の歴史では生まれてこなかったことになっている弟に当たる人物の娘で、美子と美紀にとっては姪に当たる。解放されてしまった美子を封じるためにメンバーを集め、カラダ探しのルールを作り直して臨む。カラダ探しを通じ、留美子と友情で結ばれていく。遥と容姿が似ている。

#### 「最終夜」のメンバー
Web連載時に「第三夜」のタイトルで発表され、文庫版で「最終夜」、漫画版で「最終章」と改題されたエピソードの登場人物たち。
下記メンバーはリンク先を参照
- 森崎 明日香
- 三神 遥
- 袴田 武司

香山 日菜子（かやま ひなこ）
女性。明日香の友人。明るいが気分屋で怖がり。かつて遥と共にカラダ探しを「頼まれた側」だった兄がいるが、兄はカラダ探しの記憶を失っており、日菜子自身もそのことを知らない。今回のカラダ探しを通じて遥と友情で結ばれるが、同時に遥の復讐に巻き込まれることになり、兄の本性を知らされ、板挟みとなって苦悩する。
遥とはずっと友人でいたいが、兄が遥を深く傷付けたという辛い記憶を持ち続けたくない、それならば遥の恨みも果たし、辛いことは全て忘れるために遥の手で殺害してほしいと遥へ懇願し、カラダ探し最終日に遥によって殺害され、結果的にカラダ探し中の記憶を全て失う。日常を取り戻して以降はいつも通り明日香の友人であり、遥は苦手という結果になってしまうが…。
中島 悠斗（なかじま ゆうと）
男性。学校生活では表向き優等生を演じているが、陰では卓也を暴力で従えている。他のメンバーを見下しており、自分一人でもカラダ探しを終わらせてみせると豪語するが、雑な探索を繰り返して結果的に他のメンバーの足を引っ張る。漫画版では、カラダ探しに巻き込まれた恐怖の反動のせいで周囲に対して威圧的に振る舞っていたという、彼の内面が描かれている。武司によって屈服されたことで足を引っ張る行為はなくなり、その後明日香の励ましにより、「自分はもう社会のゴミじゃない」と赤い人に立ち向かうようになった。
カラダ探し終了後死亡していたため、カラダ探し中の記憶を失う。相変わらず武司を恐れているが、卓也との仲は少しずつ改善されている。
小川 卓也（おがわ たくや）
男性。学校生活ではいつも中島とつるんでいるが、陰では鬱憤晴らしに暴力を振るわれている。実名をもじって「ヲタク」という渾名をつけられており、ステレオタイプのおたくを思わせる容姿やおどおどした言動から「キモオタ」などと呼ばれているが、実はゲームにもアイドルにも興味がなく、おたくの定義からは外れた人物。密かに高広や武司のような不良に憧れている。カラダ探しを通して中島と決別し、武司の舎弟として自信をつけていく。カラダ探し中にも人が変わったように勇敢な一面を見せ、最も成長した人物。
「最終夜」の結末では瀕死の重傷を負うも生存し、次回の「頼んだ側」になることを申し出て棺桶に入ることになる。
シリーズの結末において、原作では明日香と共にただ2人、カラダ探しの記憶を保持する人物となるが、漫画版ではカラダ探しの記憶を失う。
村田幸恵（むらた ゆきえ）
女性。カラダ探しを「頼んだ側」。思い込みが激しく陰湿な性格で、思い込みや妄想を根拠にして一方的に嫌っている同級生たちを、今回のカラダ探しへと巻き込んだ。「カラダ探し」の最中にも放送室からメンバーを妨害し、このメンバーを選んだ理由が分からない明日香らを困惑させる。カラダが集まってカラダ探しを終えた際には自分の思い込みを延々と開陳し、次のカラダ探しでも「頼んだ側」として皆を巻き込むことを宣言するが、その直後に美紀によって殺害される。
カラダ探し終了後はその存在をなかったことにされ、誰からも忘れ去られるが、呪いの全てが終焉した後の卒業式には参加している姿が確認できる。

### 赤い人関連
カラダ探しの怪異の主。
小野山 美子（おのやま みこ） / 赤い人（あかいひと）
声 - 田中あいみ / 演 - 安永星良、福山はな（赤い人）
女性。カラダ探しを行っている夜の校内に出没する、血まみれの白い服を着た幼い少女の幽霊。約50年前、学校の校舎が建つ前にこの土地で起きた、強姦・バラバラ殺人の犠牲者。「赤い服が欲しいので、返り血で白い服を血染めにしたい」という内容の歌を歌いながら校内を移動している。「頼まれた側」のメンバーを発見すると走り寄って恐るべき怪力で抱きつき、歌の歌い終わりと同時に人間を絞め殺してしまう。また、カラダ探しの探索中に彼女の姿を見てしまった者が後ろを振り返ると、瞬間移動して背後へと現れ、その場にいた者を素手で紙を引き裂くように惨殺する。その行動や殺害方法は双子の姉である美紀が決めたルールによって縛られており、血を洗い流さなければ自らの意思で喋ることすらできない。
小野山 美紀（おのやま みき）
女性。カラダ探しを行っている夜の校内に流れる、校内アナウンス（声 - 古賀葵）の主。美子の双子の姉で、血染めでない赤い服を着た幼い少女の幽霊。妹が殺害された日の直前にはどちらが赤い服を着るかで喧嘩しており、妹が殺害された直後に不可解な死を遂げた。カラダ探しのルールを作った張本人でもあり、放送室を拠点に、カラダ探し中のメンバーを探し出して赤い人（美子）を差し向ける。気まぐれな性格で、カラダ探しをゲームのように思っており、巻き込まれた人々を無邪気に弄ぶ一方、美子と違って自由に喋ることができ、気に入った相手に情報を教えることもある。
美子を封印している存在でもあり、美子が学校から自由に出歩いて人々を虐殺して回ることができないのは美紀の存在による。美雪によって美子が解放されてしまった世界を描く「第三夜」では小野山美紗として転生し、ルールを作り直して美子に対抗する。
美紗（みさ）
美子がいつも抱いているウサギのぬいぐるみ。生前の美子が、生まれてくる予定であった妹につけるつもりであった名前を冠している。赤い人となった美子から奪おうとすると怒り狂い、美紀のルールを無視して襲いかかってくる。「第一夜」「最終夜」ではこのぬいぐるみがカラダの隠し場所となっている。尚、美紀・美子の次に生まれるはずであった人物＝小野山美紗の父親であるため、生まれてくる予定であったのは男児である。人間としての美紗については小野山美紗を参照。
黒い人（くろいひと）/黒くて怖い人(くろくてこわいひと)
「最終夜」「零」に登場。美子に取り憑いている悪霊。姿を変えて「頼まれた側」メンバーの人間に化け、明日香を翻弄する。
約50年前、美子が死んだ後、父親が美子を生き返らせようとしているときに美子に取り憑いた。

### 小野山家の過去に関わる人々
生前の小野山姉妹について探る中で登場する人々。前日譚「零」では、生前の美子から見た彼らについても描かれている。
山岡 雄蔵（やまおか ゆうぞう）
故人。約50年前に美子を殺害した張本人で、健司の祖父。美紀、美子とも顔見知り。その性格は残忍且つ凶暴で、兄の泰蔵や妻のキヨに対して日常的に暴力を振るっていた。日ごろから邪険に扱っていた自分の兄を殺害し、それを目撃した美子を強姦して殺害した。自らの犯行を隠蔽する為に、美子の身体をバラバラにして埋め、兄の遺体を自殺に見せかける工作をした。
山岡 泰蔵（やまおか たいぞう）
故人。雄蔵の兄。キヨからは「タイちゃん」と呼ばれていた。雄蔵から日々虐待を受けている。知的障害があるが、穏やかで優しく子供好き。美紀、美子の知人で、2人の仲のいい遊び相手だったが、雄蔵に殺害され、目撃者である美子殺害の犯人に仕立て上げるために自殺に偽装された。「第一夜」では生前に仲の良かった美子に「赤い服を着させてあげるため」に、親族である健司に憑依し、カラダ探しメンバーに猛威を振るう。
杉本 キヨ（すぎもと きよ）
「第一夜」に登場。健司の祖母で雄蔵の妻だが、その後再婚した為杉本姓となる。泰蔵とは親しく、彼の優しさを理解しており、美子殺しの犯人は別にいること、泰蔵はその真犯人に殺されたのではないかと現在でも疑っている。
松木 一夫（まつき かずお）
「第二夜」「零」に登場。美紀、美子の小学校の同級生。小学校5年の頃に転校してきたがこの地での生活に馴染めず、同じく馴染めていなかった美紀・美子姉妹と仲良くなる。現在でも小野山邸の近所に住んでおり、調査のためにカラダ探しメンバーが小野山邸に立ち入るのを目撃し、様子を見に来たところを何者かに憑依されメンバーを襲った。小野山邸の敷地を出た途端に正気に戻るが、小野山邸内での自身の行動は一切覚えていなかった。美紀の死は不可解なものであり、病死ではなく呪いで死んだのではないかと思っている。

### その他の登場人物
八代 友和（やしろ ともかず）
演 - 柄本佑
男性。農業科教諭。25歳。かつてカラダ探しに巻き込まれ、非協力的なメンバーと共に約5年間、同じ日をループしながらカラダ探しをしていた経験を持つ。独自に小野山家について調べており、「頼まれる側」のメンバーたちにさまざまな助言をする。仲間達全員に存在を忘れ去られた明日香を救いとなったのも彼である。いつも不気味な表情をしているものの、カラダ探しをする前は端正な容姿をしており、ラグビー部所属で活発な明るい性格の人気者であった。「第三夜」ではイケメン教師として登場する。
カラダ探し終焉後、昨日までの記憶を失い、元のイケメン教師に戻る。
相島 真冬（あいしま まふゆ）
女性。美雪の年子の妹で、隣駅の進学校に通う女子高生。姉である美雪が偏差値の高くない逢魔高校に進学を決めた頃より彼女と口を利かなくなるが、美雪の進路が原因で教育熱心な両親の過度な期待がプレッシャーとなり、真冬にのしかかったことが窺える。カラダ探しの呪いによって美雪とはわだかまりがなくなり、非常に仲の良い姉妹となった途端に死亡するという運命へと変化してしまう。
カラダ探し終焉後、今までの記憶を失い生き返った。いつも通りの生活に戻るか、少しずつ美雪と仲良くなり、家族の仲も良好になる。
福井 あずま（ふくい あずま）
女性。3年C組普通科生徒。後ろ姿が遥と瓜二つであることから、主要登場人物から幾度も遥と人違いされ、幕間の番外編でコメディを繰り広げる。前から見るとまったく似ていない。陸上部に所属していて大会でも優勝しており、異常に足が速い。漫画版のオリジナルキャラクターとして登場し、後に原作小説に逆輸入されて外伝「逢魔高校盗撮事件」（『カラダ探し 前夜』収録）にも端役として登場する。
滝本（たきもと）
男性。金髪。「第一夜」では留美子に、「前夜」では明日香に、チンピラめいた態度で因縁をつけて無理矢理ナンパをしようとし、いずれの場面でも高広に叩きのめされる。「第三夜」の結末では龍平の友人として登場する。

## 既刊一覧
Web上に投稿された内容を書籍化したものが複数の出版社、レーベルから出版されている。2013年には最初の書籍版がケータイ小説文庫（スターツ出版）発売された。なお書籍化の際には、作者がWeb上に投稿し際には気がつかなかった矛盾点の修正も行われている。当時ローティーン向けの恋愛小説を多く出版していたスターツ出版は、新規レーベルの立ち上げの一環として本作の書籍化を作者に打診し、同書の発売と同時に、ホラーやオカルトを扱う「ケータイ小説文庫ブラックレーベル」を新設した。2015年9月14日にはケータイ小説文庫版を底本とした電子書籍版も発売された。
ケータイ小説文庫版は、本文イラストを嘉村朗が担当し、カバーアートには写真のコラージュを用いている。なお「第一夜」の挿絵では登場人物の顔がはっきりと描かれず、「第二夜」には本文イラストがないが、「第三夜」「最終夜」ではライトノベル調の挿絵があり、登場人物一覧で主要登場人物の顔をはっきり描く形に改められた。
2015年にはスターツ出版文庫（スターツ出版）より「第一夜」の新装版が発売され、漫画版を手掛けた村瀬克俊のイラストが用いられたほか、内容の一部も書き改められた。
2016年からは双葉社ジュニア文庫（双葉社）からも書籍版が発売され、woguraのイラストが用いられた。最終夜の結末も本レーベル独自になっている。
2016年にはジャンプ ジェイ ブックス（集英社）より、番外編的な内容の短編集が発売されている。
本編
- ウェルザード（著）、嘉村朗（イラスト）、スターツ出版〈ケータイ小説文庫〉、全8冊
  - 『カラダ探し〈上〉』2013年8月24日発売、ISBN 978-4-88381-755-9
  - 『カラダ探し〈下〉』2013年9月25日発売、ISBN 978-4-88381-765-8
  - 『カラダ探し 第二夜〈上〉』2014年1月25日発売、ISBN 978-4-88381-806-8
  - 『カラダ探し 第二夜〈下〉』2014年2月25日発売、ISBN 978-4-88381-816-7
  - 『カラダ探し 第三夜〈上〉』2014年8月25日発売、ISBN 978-4-88381-876-1
  - 『カラダ探し 第三夜〈下〉』2014年9月25日発売、ISBN 978-4-88381-887-7
  - 『カラダ探し 最終夜〈上〉』2014年12月25日発売、ISBN 978-4-88381-928-7
  - 『カラダ探し 最終夜〈下〉』2015年1月24日発売、ISBN 978-4-88381-916-4
- ウェルザード（著）、村瀬克俊（イラスト）、スターツ出版〈スターツ出版文庫〉、全2冊
  - 『カラダ探し（上）』2015年12月28日発売、ISBN 978-4-81370-044-9
  - 『カラダ探し（下）』2016年1月28日発売、ISBN 978-4-81370-055-5
- ウェルザード（著）、wogura（イラスト）、双葉社〈双葉社ジュニア文庫〉、全12冊
  - 『カラダ探し〈1〉』2016年11月16日発売、ISBN 978-4-57524-003-0
  - 『カラダ探し〈2〉』2017年3月15日発売、ISBN 978-4-57524-026-9
  - 『カラダ探し〈3〉』2017年7月22日発売、ISBN 978-4-57524-049-8
  - 『カラダ探し 第二夜〈1〉』2017年11月15日発売、ISBN 978-4-57524-072-6
  - 『カラダ探し 第二夜〈2〉』2018年3月21日発売、ISBN 978-4-57524-083-2
  - 『カラダ探し 第二夜〈3〉』2018年7月25日発売、ISBN 978-4-57524-111-2
  - 『カラダ探し 第三夜〈1〉』2018年11月21日発売、ISBN 978-4-57524-134-1
  - 『カラダ探し 第三夜〈2〉』2019年3月20日発売、ISBN 978-4-57524-160-0
  - 『カラダ探し 第三夜〈3〉』2019年7月19日発売、ISBN 978-4-575-24193-8
  - 『カラダ探し 最終夜〈1〉』2019年11月22日発売、ISBN 978-4-575-24230-0
  - 『カラダ探し 最終夜〈2〉』2020年3月19日発売、ISBN 978-4-575-24262-1
  - 『カラダ探し 最終夜〈3〉』2020年7月27日発売、ISBN 978-4-575-24301-7

番外編
- ウェルザード（著）、村瀬克俊（イラスト）、集英社〈ジャンプ ジェイ ブックス〉、全1冊
  - 『カラダ探し 前夜』、2016年8月9日発行（2016年8月4日発売）、ISBN 978-4-08-703403-5

## 漫画
村瀬克俊による漫画版が、ウェブコミック配信サイト『少年ジャンプ+』（集英社、以下『J+』）より配信された。原作の第1・2・4部に当たる『カラダ探し』が2014年9月26日から2017年12月8日にかけて、原作の第3部に当たる『カラダ探し 解』が2017年12月29日から2019年1月25日にかけて毎週金曜更新で連載された。
『J+』創刊から1週間目に始まった初期連載作品のひとつで、漫画版は連載開始から約2年の2016年6月、『J+』で最初に累計閲覧数1億回を突破した作品となった。
2015年9月には『J+』の「人気ナンバーワン」作品として報道された。J+編集長の細野修平は2017年時点で『J+』歴代TOP3として『ファイアパンチ』・『終末のハーレム』と並び本作を挙げた。また、2020年9月時点で細野は「ジャンプ＋を支えてくれた」として最も思い入れのある作品に本作を挙げている。J+編集者の籾山悠太は連載終了後、本作が「『少年ジャンプ＋』を引っ張ってくれた看板作品」であったと述べている。2022年9月時点で電子を含む累計発行部数は340万部を突破している。
漫画版は原作小説の内容に忠実な内容となっているが、基本的には作画を担当する村瀬の主導で描かれている。原作者のウェルザードは、基本的なことは村瀬に一任して直接のやり取りはせず、ネームを確認して間違いを指摘するという形で関わっており、漫画の原作者というよりは自作がコミカライズされた作家という立場とされる。ウェルザードによれば、村瀬は原作をよく読み込んでおり、原作者として要望を出すまでもなく、原作の意図を汲んだ内容になっていることが多かったとしている。
後述のアニメ版は漫画版が原作という扱いになっている。
2022年9月24日、漫画版のシリーズの3作目として、『J+』にて『カラダ探し 異』の連載を開始。映画『カラダ探し』をもとに描いた話で、映画脚本として土城温美がクレジットされている。

### 漫画版のストーリー
漫画版ストーリーは原作の「第一夜」「第二夜」「最終夜」「第三夜」の基本的なプロットを踏襲しつつも、物語の大筋に影響がない範囲での変更が行われている。原作者のウェルザードが物語の視点となる女子高生のリアルな感情を描くことに注力していたのに対し、漫画版では作風を少年漫画らしくアレンジするため、主人公の嫌な部分を見せるような生々しさが避けられ、善良で前向きな人物像へと変更されている。また、原作では敢えて淡々と描かれていた会話が、登場人物の表情や感情をはっきり描くような作風へと改められている。
漫画版では、出来事の因果関係となる時系列そのものは原作に準拠しつつも、全4部作となるエピソードの順序が入れ替えられている。原作者のウェルザードは原作の第3部を起承転結の「転」、第4部を「結」と位置づけ、この順序で読まれることにこだわっていたが（「#シリーズの沿革」も参照）、漫画版では原作の第3部の内容よりも先に第4部に相当する「最終章」で物語の完結を描き、一度連載の終了を迎えた後に、種明かしのエピソードとして原作の第3部に相当する続編『カラダ探し 解』が開始されるという体裁が取られた。また、原作では第2部、第3部、第4部の終盤で、怪異の元凶との最終決戦となる11月28日の出来事をそれぞれの視点人物から断片的に描く体裁を取っていたが、漫画版ではそれらが原作に忠実な形を取りつつも時系列に従って整理され、「最終章」のクライマックスに統合された。
原作の結末は第3部と第4部でパラレルな結末へと分岐するものの、最終的には「救いのない中の僅かな救い」という形に収斂するものとなっていたが、漫画版の「最終章」はいずれとも異なる結末となっており、主要登場人物たちの最終的な生死に関わる内容が原作から大きく変更されている。漫画版を執筆した村瀬は、原作の結末も大変良かったものの違う形も見たいという要望を原作者のウェルザードに打診し、意図を汲んでもらえたとしており、ウェルザードは最終章の結末部分のネームを見せられて正直なところ悩んだとしつつも、「一つの終わり方として」別の結末を提示することは本作の内容にも合致しているとして了承したという。

### 既刊一覧（漫画）
漫画版の単行本第1巻は、『J+』連載作品で初めて単行本化された8作品のうちの1冊となっている。第1巻から第7巻までが原作の第1部に相当する内容で、原作の第2部に相当する第8巻から第11巻までは「第弐章」、第4部に相当する第12巻から第17巻までは「最終章」の副題が表紙に書かれる。なお実際には、「第弐章」のプロローグは第7巻の末尾に収録されている。
- ウェルザード（原作）・村瀬克俊（作画）『カラダ探し』集英社〈ジャンプ・コミックス〉、全17巻
  1. 2015年2月4日発売、ISBN 978-4-08-880291-6
  2. 2015年4月3日発売、ISBN 978-4-08-880347-0
  3. 2015年7月3日発売、ISBN 978-4-08-880424-8
  4. 2015年9月4日発売、ISBN 978-4-08-880455-2
  5. 2015年12月4日発売、ISBN 978-4-08-880547-4
  6. 2016年2月4日発売、ISBN 978-4-08-880614-3
  7. 2016年4月4日発売、ISBN 978-4-08-880662-4
  8. 2016年6月3日発売、ISBN 978-4-08-880702-7
  9. 2016年8月4日発売、ISBN 978-4-08-880767-6
  10. 2016年11月4日発売、ISBN 978-4-08-880817-8
  11. 2016年12月31日発売、ISBN 978-4-08-880895-6
  12. 2017年3月3日発売、ISBN 978-4-08-881035-5
  13. 2017年5月2日発売、ISBN 978-4-08-881085-0
  14. 2017年8月4日発売、ISBN 978-4-08-881131-4
  15. 2017年10月4日発売、ISBN 978-4-08-881244-1
  16. 2017年12月4日発売、ISBN 978-4-08-881299-1
  17. 2018年2月2日発売、ISBN 978-4-08-881351-6
- ウェルザード（原作）・村瀬克俊（作画）『カラダ探し 解』集英社〈ジャンプ・コミックス〉、全5巻
  1. 2018年4月4日発売、ISBN 978-4-08-881484-1
  2. 2018年7月4日発売、ISBN 978-4-08-881527-5
  3. 2018年10月4日発売、ISBN 978-4-08-881599-2
  4. 2018年12月4日発売、ISBN 978-4-08-881687-6
  5. 2019年3月4日発表、ISBN 978-4-08-881789-7
- ウェルザード（原作小説）・村瀬克俊（作画）・土城温美（映画脚本）『カラダ探し 異』集英社〈ジャンプ・コミックス〉、全3巻
  1. 2022年11月4日発売、ISBN 978-4-08-883309-5
  2. 2023年2月3日発売、ISBN 978-4-08-883408-5
  3. 2023年4月4日発売、ISBN 978-4-08-883472-6

### 漫画版の外伝・サブコンテンツ
『J+』以外の雑誌で公開された作品や、『J+』上で公開された漫画以外のコンテンツもある。
「もうひとつの第一話」
『週刊少年ジャンプ』2015年11号掲載。漫画版第1話の内容を伊勢高広の視点から描き直した読み切り版。単行本第6巻では「もうひとつの第一話」というタイトルで収録された。後に『J+』に掲載された「リアル版」や、ボイスドラマ版「高広編」などの派生作品がある。
リアル版
2015年2月20日に『J+』上で公開された。「もうひとつの第一話」に動きや音声を追加したモーションコミック版。
リアル体験版
2016年10月14日に『J+』上で公開されたアドベンチャーゲーム。プレイヤーは森崎明日香となり、三択の選択肢から正しい移動先を選び続けて校舎を探索し、隠されたカラダを探して棺に収めることを目指す。「成功確率0.01パーセントという理不尽」を追体験するのが趣旨とされ、ノーヒントで正しい移動先を選び続けなければならず、選択肢を間違えると「赤い人」に遭遇してゲームオーバーとなり最初からやり直しとなる。
アニメ化記念特別企画 オールカラー第1話復刻配信
2017年5月2日公開。第1話の彩色版。
番外編、ミニ番外編
三神遥と後ろ姿が似た漫画版オリジナルキャラクターの福井あずまが、主要登場人物との間に繰り広げる幕間の出来事を描く。
書き下ろし未公開シーン
単行本に収録。本編では描かれなかった原作小説のエピソードや、本編での視点人物以外の人物が単独行動中に「赤い人」に殺された際の出来事など、幕間の出来事を収録する。
特別編「呪われた記憶」
『週刊ヤングジャンプ』2016年40号に掲載。同時期に発売された「前夜」収録エピソード、「八代先生のカラダ探し」を漫画化した内容。教師・八代友和が逢魔高校の学生であった頃にカラダ探しに巻き込まれた際の1日目を描いた前日譚。『J+』でも2016年9月16日に「特別読み切り」の題で公開され、単行本第12巻に「カラダ探し特別編 呪われた記憶」の題で収録された。
特別企画「殺され偏差値診断」
2017年12月14日に『J+』上で、「カラダ探し 解」の連載開始直前企画として公開された。2択の質問に答え続けることで、回答者が「赤い人」にどのような殺され方をするのかが診断され、その死に様が点数で評価される。

### ボイスドラマ
漫画版を配信する『J+』のコンテンツの一部として、漫画版を原作としたボイスドラマ版が、同サイトのボイスドラマコーナー「聴くジャン」の第1弾として発表されている。2016年4月2日から4月4日の3日間にかけて本編全3話、および限定ストーリーの「高広編」全1話が配信された。
森崎明日香の視点から描かれていた本編の内容を伊勢高広の視点から描き直した「高広編」は、『週刊少年ジャンプ』2016年第18号（2016年4月4日発売）の購入者に限定して公開されたもので、雑誌に掲載されたパスワードが必要であった。

### アニメ
漫画版を原作としたWebアニメが、スマートフォン向けアプリ『タテアニメ』にて2017年7月31日から8月31日にかけて、毎週月・木曜日に配信された。全10話。各話約3分のショートアニメ形式で、漫画版の第1巻第1話から第2巻第12話（原作における第4話前半部）までの内容に沿ったものとなっている。ナレーションは西山宏太朗が担当している。
本作は、雑誌連載作品と比べて流行り廃りの周期が早いウェブコミックのアニメ化に対応すべく、工期やコストを抑えて、アニメ化の企画から公開までのスピードを重視した作風になっており、熱心なアニメファンよりも、あまりアニメに触れてこなかった層が気軽な気持ちで見るという視聴スタイルを想定したものとなっている。各話3分全10話というフォーマットは、『タテアニメ』の配信形式としては標準的なものである。

#### スタッフ
- 原作 - ウェルザード・村瀬克俊（集英社「ジャンプ・コミックス」）
- 監督 - 布施木一喜
- 協力 - 集英社
- 企画協力 - エブリスタ
- 作画 - 宮崎栞理、林佳璿
- 背景 - 塩原政人、桑名春花
- 3DCG - 長谷川卓也、門馬郷瑠、Studio Khromos
- 撮影・編集 - 朱巧恩
- ビジュアルディレクター - 呉新
- 音響監督 - 小泉紀介
- 録音調整 - 田中直也（デルファイサウンド）
- 音響効果 - 稲田祐介（ゼロデシベル）
- プロデューサー - 大久保圭、大塚裕司
- アニメーションプロデューサー - 廣瀬大三
- アニメーション制作 - STUDIO KHRONOS
- 製作 - タテアニメ

#### 各話リスト
| 話数   | 配信日         |
| ------ | -------------- |
| act.1  | 2017年 7月31日 |
| act.2  | 8月3日         |
| act.3  | 8月7日         |
| act.4  | 8月10日        |
| act.5  | 8月14日        |
| act.6  | 8月17日        |
| act.7  | 8月21日        |
| act.8  | 8月24日        |
| act.9  | 8月28日        |
| act.10 | 8月31日        |

## 実写映画

### 第1作
2022年10月14日に公開された。監督は羽住英一郎、主演は橋本環奈。PG12指定。
ワーナー ブラザース ジャパンによる日本映画初のホラー作品プロジェクトとして企画され、2021年9月より北九州市にてオールロケ撮影が実施された。

#### キャスト（第1作）
森崎明日香
演 - 橋本環奈
伊勢高広
演 - 眞栄田郷敦
柊留美子
演 - 山本舞香
清宮篤史（きよみや あつし）
演 - 神尾楓珠
映画オリジナルキャラクター。
浦西翔太
演 - 醍醐虎汰朗
鳴戸理恵
演 - 横田真悠
八代友和
演 - 柄本佑
その他
演 - 栁俊太郎、西田尚美

#### スタッフ（第1作）
- 原作：ウェルザード『カラダ探し』（エブリスタ）
- 監督：羽住英一郎[4]
- 脚本：土城温美[68]
- 音楽：菅野祐悟[68]
- 製作：高橋雅美、池田宏之、藤田浩幸、伊藤功、竹澤浩、石垣裕之、藤倉尚、鎌田和樹、渡辺勝也、箕浦克史、渡辺章仁、池邉真佐哉、加太孝明、菊地修一、荒井ジョースケ、瓶子吉久、五十嵐淳之[65][66]
- エグゼクティブプロデューサー：小岩井宏悦
- 企画・プロデュース：原祐樹[4]
- プロデューサー：古屋厚[65][66]
- 撮影：一坪悠介[65][66]
- 照明：浜田研一[65][66]
- 録音：小林圭一[65][66]
- 特機：佐藤雄大[65][66]
- 操演：宇田川幸夫[65][66]
- アクションコーディネーター：藤井祐伍[65][66]
- VFXプロデューサー：長井由実[65][66]
- 美術プロデューサー：小山大次郎[65][66]
- 美術：小坂健太郎[65][66]
- 装飾：小林宙央[65][66]
- 衣装：池田友紀[65][66]
- ヘアメイク：宮本奈々[65][66]
- 特殊造型：梅沢壮一[65][66]
- 編集：金田昌吉[65][66]
- 音響効果：柴崎憲治[65][66]
- 選曲：藤村義孝[65][66]
- スクリプター：西岡智子[65][66]
- キャスティング：緒方慶子[65][66]
- 助監督：笠井大雅[65][66]
- 制作担当：南本良太朗[65][66]
- 制作プロダクション：ROBOT[68]
- 製作幹事・配給：ワーナー・ブラザース映画[4]
- 製作：「カラダ探し」製作委員会（ワーナー・ブラザース映画、電通、ディスカバリー・ネクスト、KDDI、WOWOW、ユニバーサル ミュージック、UUUM、トーハン、双葉社、ローソンエンタテインメント、毎日放送、ROBOT、スターツ出版、闇、集英社、ムービーウォーカー）[66]

#### 楽曲（第1作）
主題歌：「行方知れず」（ユニバーサル ミュージック）
作詞・作編曲：椎名林檎 / 歌：Ado
挿入歌：「リベリオン」（ユニバーサル ミュージック）
作詞・作編曲：Chinozo / 歌：Ado

### 第2作『カラダ探し THE LAST NIGHT』
『カラダ探し THE LAST NIGHT』のタイトルで2025年9月5日に公開予定。前作から引き続き監督は羽住英一郎、主演は橋本環奈。PG12指定。
ワーナー ブラザース ジャパンによる日本映画のホラー作品プロジェクトの続編となり、「よりスケールアップ」して2024年9月下旬より大分県別府市の城島高原パークほか九州地方にてオールロケ撮影が実施された。

#### キャスト（第2作）
森崎明日香
演 - 橋本環奈
伊勢高広
演 - 眞栄田郷敦
一ノ瀬陸人（いちのせ りくと）
演 - 櫻井海音
映画オリジナルキャラクター。何事にも「無理だ」と諦めがちな性格。
早川岬（はやかわ みさき）
演 - 安斉星来
映画オリジナルキャラクター。陸人の幼なじみ。
田辺大和（たなべ やまと）
演 - 鈴木福
映画オリジナルキャラクター。陸人のクラスメイトで親友。
木下有紗（きのした ありさ）
演 - 本田真凜
映画オリジナルキャラクター。クラスの中心人物。
鮫田航（さめだ わたる）
演 - 吉田剛明
映画オリジナルキャラクター。他者とのコミュニケーションを苦手とする。
有紗のクラスメイト
演 - 那須ほほみ
謎の女
演 - 木村佳乃

#### スタッフ（第2作）
- 原作：ウェルザード『カラダ探し』（エブリスタ）[72]
- 監督：羽住英一郎
- 脚本：土城温美、原祐樹[72]
- 音楽：菅野祐悟[72]
- 製作：山田邦雄、佐藤成高、伊藤功、遠山宏樹、高橋紀行、箕浦克史、渡辺章仁、柴田三穂子、舛田淳、鶴丸智康、渡辺勝也、長瀬俊二郎、菊地修一、荒井ジョースケ、瓶子吉久、五十嵐淳之、青野真博[78]
- エグゼクティブプロデューサー：小岩井宏悦[78]
- 企画・プロデュース：原祐樹[78]
- プロデューサー：古屋厚、内藤佑紀[78]
- ラインプロデューサー：安藤隼[78]
- 撮影：一坪悠介[78]
- 照明：浜田研一[78]
- 録音：小林圭一[78]
- Key Grip：佐藤雄大[78]
- 操演・特殊効果：宇田川幸夫[78]
- アクションコーディネーター：諸鍛冶裕太[78]
- VFXプロデューサー：長井由実[78]
- 美術プロデューサー：小山大次郎[78]
- 美術：小坂健太郎[78]
- 装飾：堀口浩明[78]
- 衣装：池田友紀[78]
- ヘアメイク：宮本奈々[78]
- 特殊メイク・造形：梅沢壮一[78]
- 編集：金田昌吉[78]
- 音響効果：柴崎憲治[78]
- 選曲：藤村義孝[78]
- スクリプター：西岡智子[78]
- キャスティング：緒方慶子[78]
- 助監督：金子周平[78]
- 制作担当：大塚博之[78]
- 制作プロダクション：ROBOT[72][73]
- 製作幹事・配給：ワーナー・ブラザース映画[72][73]
- 製作：「カラダ探し THE LAST NIGHT」製作委員会

#### 楽曲（第2作）
主題歌：「Parade」（Sony Music Labels Inc.）
歌：Stray Kids
挿入歌：「Searching for Tank-top」（ユニバーサルシグマ / BADASS）
歌：ヤバイTシャツ屋さん

## 参加型オンラインイベント
実写映画版第1作と世界観を共有した、アナザーストーリーとして展開するオンラインホラーイベント『カラダ探しオンライン』が2022年10月14日から12月4日にかけて毎夜2回ずつ開催された。双方向×没入型イベントと銘を打たれ、登場人物たちとチャットでコミュニケーションを取ったり、参加する客自身が監視カメラを操作しカラダを探したりしながら物語を進めていくといった内容になっていた。
出演者
- 眞上遥人 - 三浦海里
- 瀧島奈々美 - 溝口奈菜
- 清田碧 - 松永有紗
- 森浩介 - 長塚拓海